# Ferdinand de Grammont
Pour les autres membres de la famille, voir Famille de Grammont.
Ferdinand Théodule de Grammont 5e marquis de Grammont, (Villersexel, 6 juin 1805 - Paris, 7 juin 1889) est un homme politique français.
Il ne doit pas être confondu avec le poète Ferdinand de Gramont (1812-1897).

## Biographie

### Vie privée
Il est le fils de Théodule de Grammont, 4e  marquis de Grammont (1765-1841) et d'Angélique Françoise d'Assise Rosalie de Noailles (1767-1833).

### Vie publique
Riche propriétaire, maître de forges, il entre en politique dès 1839, où il est élu député du 3e collège électoral de la Haute-Saône. Il est réélu en 1842 et 1846. Il siège alors au sein de la gauche dynastique.
Élu député à la Constituante de 1848, puis à la Législative en 1849, il vote avec la droite et se rallie au coup d'État du 2 décembre 1851. Il est élu député du 3e circonscription de la Haute-Saône en tant que candidat officiel du gouvernement en 1852 et 1857. En 1863 et 1869, il est réélu bien qu'il soit passé à l'opposition libérale.
Candidat aux élections législatives françaises de 1871, il est à nouveau réélu et vote avec la droite. Candidat malheureux aux élections sénatoriales de 1876, il se retire de la vie politique.
En 1862, il achète une maison à Luxeuil-les-Bains, il acquiert un terrain supplémentaire afin d'y fonder un hôpital qui portera son nom et qui ouvre ses portes en 1882.

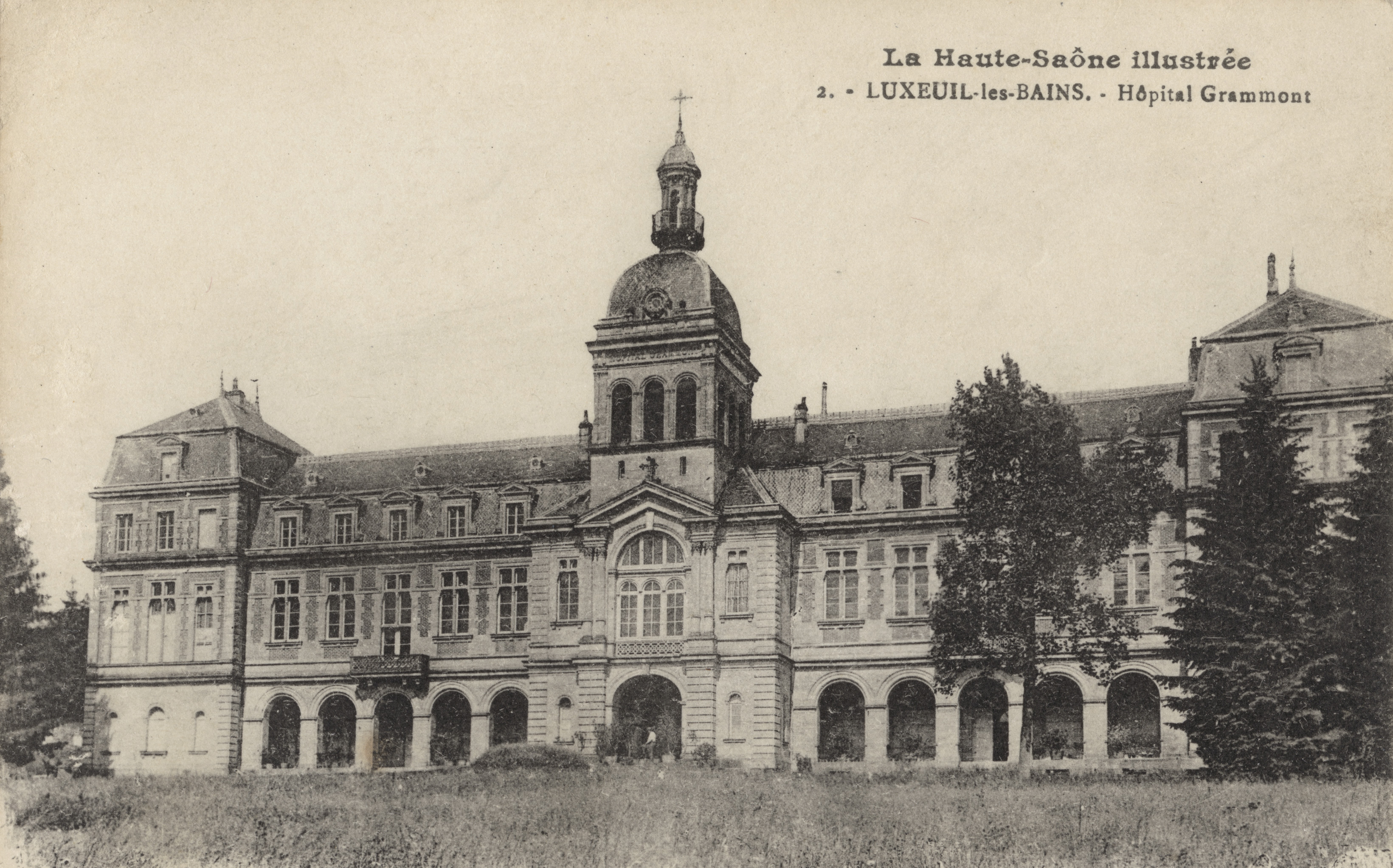
L'hôpital de Luxeuil-les-Bains au début du XXe siècle.

Il est le gendre du duc Marie Gérard Louis Félix Rodrigue Des Balbes de Berton de Crillon.

## Famille
Il épouse en premières noces, le 12 mai 1829, Ernestine Victurnienne de Berton des Balbes de Crillon (1807-1863), fille de Rodrigue de Berton des Balbes de Crillon, 5e duc de Crillon et de Françoise Victurnienne Zoé de Rochechouart de Mortemart. Ils ont deux enfants : 
- Aline de Grammont (1830 - 1870), célibataire, sans descendance ;
- Félix Théodule de Grammont, 6e marquis de Grammont (31 mars 1831 - 29 juin 1920) épouse Aymardine Marie Gabrielle Alexandrine de Nicolaÿ (15 juillet 1836 - 19 février 1898), dont descendance.

Il épouse en secondes noces, le 2 septembre 1875, Marie Louise d'Estienne de Chaussegros de Lioux (1836-1909), fille d'Alexandre d'Estienne de Chaussegros de Lioux et de Françoise Joséphine de Rouvrois. Ils n'ont pas d'enfants.